# 롯데닷컴
롯데닷컴은 대한민국의 인터넷 전자상거래 업체이다. 롯데닷컴은 롯데의 유통망과 전자상거래 노하우를 결합하여 차별화된 인터넷 쇼핑 서비스를 제공하는 종합 e-비즈니스 회사를 추구하고 있으며, 온오프라인 연계 채널을 통해 편리한 쇼핑을 사이버 세계에서 그대로 재현하는 것을 목표로 하고 있다.

## 사업 현황
1996년 6월 국내 최초의 인터넷쇼핑몰로 출범한 롯데닷컴은 유통 1위 기업 롯데가 사이버 공간에서도 1위를 차지할 수 있도록 Next Business에 대한 해법을 제시하고 있다. 롯데닷컴은 전자상거래 시장의 급격한 성장이 전망됨에 따라 풍부한 e-commerce 노하우를 롯데의 강력한 브랜드 인지도와 오프라인 자산과 결합시켜 쇼핑몰 사업을 강화하고 있다. '클릭 앤 모르타르(Click & Mortar)' 온-오프라인 시너지 경영, 이것이 롯데닷컴이 추구하는 비즈니스 모델이다.
2011년 3월 기준으로, 하루 80만 명이 방문하는 롯데닷컴은 UNIQLO, MUJI, NIKE 와 같은 글로벌 브랜드의 온라인스토어를 운영해주는 ‘LECS(Lotte EC Customizing Service)'로 기업고객을 공략하는데 이어, 온라인에서 주문하고 매장에서 찾아가는 신개념 픽업서비스 '스마트 픽(Smart Pick)'을 런칭했다. 특히 지난 2010년에는 롯데닷컴재팬을 설립, 글로벌 e-commerce 사업에도 새롭게 박차를 가하고 있다.

## CI
닷(dot)이라는 요소를 상징적으로 강조하여 가독성과 더불어 일반 도메인과 차별화되는 독특성을 부여하였다. 절재된 미니멀한 디자인을 적용하여 롯데닷컴의 대표성과 포괄성을 부각시켰다.

## 연혁
- 2018년 12월 본사 사옥 이전 - 서울특별시 송파구 올림픽로 300, 26층 (신천동 29, 롯데월드타워)
- 2018년 8월 롯데쇼핑 롯데 이커머스 사업본부 출범
- 2010년 8월 모바일웹 '롯데닷컴 모바일(m.lotte.com)' 오픈
- 2010년 7월 롯데닷컴재팬 법인 설립
- 2010년 6월 온라인에서 결제하고 백화점 매장에서 수령하는 '스마트 픽(Smart Pick)' 런칭
- 2010년 1월 롯데닷컴 BI 변경
- 2010년 1월 롯데닷컴 사이트 전면 개편
- 2009년 9월 온라인스토어 구축지원 통합시스템 '렉스(LECS; Lotte EC Customizing Service)' 런칭
- 2009년 9월 남성쇼핑 전문관 '롯데맨즈' 오픈
- 2009년 3월 3년연속 100억원대 경상이익 기록, 첫 주주배당 실시
- 2009년 1월 롯데닷컴 고객센터 KS인증 획득
- 2008년 11월 티켓사이트 오픈
- 2008년 11월 롯데백화점 김해아울렛 사이트 오픈
- 2008년 10월 서울시 선정 고객만족도 1위 인터넷쇼핑몰
- 2008년 10월 롯데백화점 광주아울렛 입점
- 2008년 1월 롯데카드 온라인 채널 마케팅 대행 수주
- 2007년 9월 해외구매대행 사이트 '도쿄홀릭' 오픈
- 2007년 7월 일본JTB와 합작, 종합여행사 롯데JTB 출범
- 2007년 4월 프리미엄 브랜드몰 루트엘(WWW.RootL.com)오픈
- 2006년 8월 롯데백화점 인터넷 식품관(food.lotteshopping.com) 오픈 - 1차 잠실점
- 2006년 7월 당산 고객센터 개설
- 2006년 3월 롯데 멤버스 서비스(www.lottememberscard.com) 오픈
- 2006년 1월 강현구 대표이사 취임
- 2005년 8월 롯데백화점 내 여행센터 개설
- 2005년 7월 양재물류센터 설립
- 2004년 12월 사회공헌 서비스 '희망클릭' 오픈
- 2004년 4월 롯데그룹 임직원쇼핑몰(family.lotte.com) 오픈
- 2003년 8월 롯데쇼핑닷컴(www.lotteshopping.com) 오픈
- 2003년 6월 분당물류센터 설립
- 2003년 6월 모비도미와 합병
- 2003년 3월 샤넬(CHANEL) 입점 - 아시아 최초
- 2002년 6월 롯데 온라인회원통합
- 2002년 5월 '롯데축산B2B Mall(www.lotteb2b.com)' 오픈
- 2001년 12월 생활 포탈 사이트 ‘롯데타운(www.lottetown.com)’ 오픈
- 2001년 7월 카탈로그 사업 개시
- 2001년 7월 점포연동형 배송 서비스 개시 - 세븐일레븐과 연계
- 2001년 3월 롯데닷컴 사옥이전(을지로 4가 310-68 삼풍빌딩 8층)
- 2001년 2월 신동빈 대표이사 전경련 부회장으로 선임
- 2000년 10월 ‘롯데인터넷면세점(dfs.lotte.com)’오픈
- 2000년 10월 EC통합시스템구축(Hello 2000 프로젝트)
- 2000년 1월 ㈜롯데닷컴 법인 설립(www.lotte.com)
- 1998년 6월 싱가폴 개최 APEC정보통신장관 회의에서 ‘롯데인터넷백화점’시연
- 1997년 12월 정보통신부 산학연 과제 수행업체 선정(서울대-대홍기획) ‘상품 디지털 카탈로그 분류 표준안 및 원격 입출력 시스템 개발’
- 1997년 5월 국내 최초 인터넷 서점 ‘인터넷종로서적’ 개발 및 운영
- 1996년 10월 Commerce Net Korea 임원사 취임
- 1996년 6월 국내 최초 인터넷쇼핑몰 ‘롯데인터넷백화점’ 오픈